# United States Marine Corps Security Guard

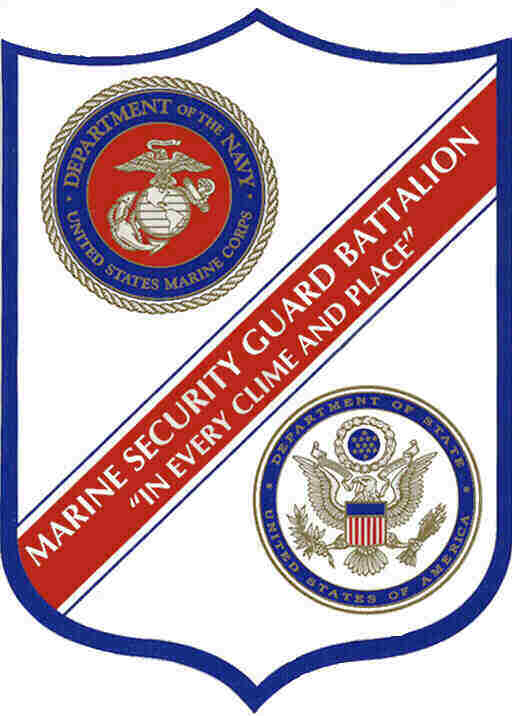
Wappen der Marine Corps Security Guard

Die United States Marine Corps Security Guard (auch Marine Embassy Guard, kurz MSG) gehört zu den vier Operationskräften des US Marine Corps und sorgt für die Sicherheit auf den Liegenschaften amerikanischer Auslandsvertretungen. Die Einheit wurde 1948 aufgestellt.
Die MSG arbeitet dabei eng mit dem Diplomatic Security Service zusammen, welcher als Bundesbehörde des Außenministeriums für die weltweite Sicherheit von Bürgern, Diplomaten und Bauten der Vereinigten Staaten zuständig ist. Die Soldaten der MSG gehören zwar administrativ zum Marine Corps, stehen aber im Einsatz unter zivilem Kommando.